# Adam Drese
Adam Drese (Weimar, 1620 – Arnstadt, 15 de febrer de 1701) fou un compositor i violinista alemany del Barroc.
Estudià a Varsòvia composició amb Marco Scacchi i retornà a Weimar, sent nomenat mestre de capella. El 1672 es traslladà a Jena en qualitat de secretari i mestre de capella del duc Joan Ernest III de Saxònia-Weimar però al morir aquest, quedà sumit en la misèria. Renuncià a la música i no se'n va saber res d'ell fins que el príncep de Schwarzburg el cridà a Arnstadt, retornant-lo als seus antics càrrecs.
A més, d'un gran nombre de composicions i òperes que no han arribat als nostres dies, cal citar un tractat de música instrumental, intitulat Erster Theil atlicher Allemanden, Couranten, Sarabanden, Balletten, Intraden und Arien (Jena, 1672).
Era cosí del també compositor Johann Samuel Drese (1644-1716).